# Eero Rantala
Eero Yrjö Juhani Rantala, född 5 oktober 1941 i Helsingfors, död där 5 februari 2019, var en finländsk företagsledare och politiker. 
Rantala blev student 1959 och politices kandidat i Helsingfors 1967. Han anställdes 1965 vid Osuustukkukauppa (OTK) och var senare bland annat chef för centrallagets forskning och företagsplanering. Han blev 1981 koncernchef och stod i ledningen även för det kooperativa konglomeratet E-osuuskunta Eka, som bildades 1983 men som tio år senare föll offer för den svåra ekonomiska depressionen. Han var handels- och industriminister 1975–1976 och 1977–1979 (socialdemokrat). Han bosatte sig 1994 utomlands och verkade som internationell konsult.

## Utmärkelser
- Kommendörstecknet av Finlands Lejons orden[1]

[Redigera Wikidata]